# Sociedade de Turismo e Diversões de Macau
La Sociedade de Turismo e Diversões de Macau, SA (chinois : 澳门 旅游 娱乐 股份有限公司; en français : Société de tourisme et de divertissement, SA; acronyme : STDM) est une société de Macao appartenant à Stanley Ho et à sa famille.
A la suite d’un appel d’offres lancé en 1961 par le gouvernement portugais de Macao et remporté par la Sociedade de Turismo e Diversões de Macau (STDM), emmenée par Stanley Ho, celle-ci a exercé un monopole complet sur les casinos pendant 40 ans.
Ainsi, de 1962 à 2002, à l'époque de l'administration portugaise, la STDM avait le monopole de l'industrie du jeu à Macao, car elle était la seule entité autorisée à exploiter les casinos de la région. En 2002, après la rétrocession du territoire à la Chine, le gouvernement de Macao a accordé d'autres licences, cassant ainsi le monopole. Toutefois, sur les 33 casinos en exploitation à Macao en 2010, 17 sont encore détenus par Stanley Ho à travers la Sociedade de Jogos de Macau (SJM) Holdings.
En 2011, les actionnaires de la STDM sont:
- Lanceford Company Limited : 31,6 % (après le transfert de 4,8 % d'actions détenus par Stanley Ho personnellement en janvier 2011). Lanceford était elle-même détenue à 100 % par Stanley Ho mais aurait émis, le 27 décembre 2010, 9 998 actions accordées à Action Winner Holdings Ltd (50,55 %), détenu par la troisième femme de Stanley Ho, et Ranillo Investments Ltd (49,45 %), détenu par les cinq enfants de sa deuxième femme, ne lui laissant que deux actions.
- Shun Tak Holdings (dont le plus gros actionnaire est Hanika Realty détenu par la deuxième femme de Stanley Ho et leurs cinq enfants) : 11,5 % ;
- Winnie Ho Yuen-ki (sœur de Stanley Ho) : 7 % ;
- autres : 49,9 %.